# Biysk
Biysk (tiếng Nga: Бийск) là một thành phố Nga. Thành phố này thuộc chủ thể Altai Krai. Thành phố có dân số 180.851.

## Địa lý
Thành phố được gọi là "cổng vào dãy núi Altai", vì vị trí của nó tương đối gần dãy này. Đường cao tốc Chuysky bắt đầu ở Biysk, đi qua Cộng hòa Altai và đến biên giới của Nga với Mông Cổ.

### Khí hậu
Biysk có khí hậu lục địa ẩm (phân loại khí hậu Köppen Dfb) với mùa đông rất lạnh, khá khô còn mùa hè rất ấm và ẩm ướt.
| Dữ liệu khí hậu của Biysk (1981-2010)   | Dữ liệu khí hậu của Biysk (1981-2010) | Dữ liệu khí hậu của Biysk (1981-2010) | Dữ liệu khí hậu của Biysk (1981-2010) | Dữ liệu khí hậu của Biysk (1981-2010) | Dữ liệu khí hậu của Biysk (1981-2010) | Dữ liệu khí hậu của Biysk (1981-2010) | Dữ liệu khí hậu của Biysk (1981-2010) | Dữ liệu khí hậu của Biysk (1981-2010) | Dữ liệu khí hậu của Biysk (1981-2010) | Dữ liệu khí hậu của Biysk (1981-2010) | Dữ liệu khí hậu của Biysk (1981-2010) | Dữ liệu khí hậu của Biysk (1981-2010) | Dữ liệu khí hậu của Biysk (1981-2010) |
| Tháng                                   | 1                                     | 2                                     | 3                                     | 4                                     | 5                                     | 6                                     | 7                                     | 8                                     | 9                                     | 10                                    | 11                                    | 12                                    | Năm                                   |
| --------------------------------------- | ------------------------------------- | ------------------------------------- | ------------------------------------- | ------------------------------------- | ------------------------------------- | ------------------------------------- | ------------------------------------- | ------------------------------------- | ------------------------------------- | ------------------------------------- | ------------------------------------- | ------------------------------------- | ------------------------------------- |
| Trung bình ngày tối đa °C (°F)          | −8.9 (16.0)                           | −7.5 (18.5)                           | 0.0 (32.0)                            | 10.3 (50.5)                           | 19.8 (67.6)                           | 25.4 (77.7)                           | 27.0 (80.6)                           | 24.2 (75.6)                           | 18.6 (65.5)                           | 8.6 (47.5)                            | −1.6 (29.1)                           | −7.9 (17.8)                           | 9.0 (48.2)                            |
| Trung bình ngày °C (°F)                 | −13.9 (7.0)                           | −13.3 (8.1)                           | −5.9 (21.4)                           | 4.4 (39.9)                            | 12.9 (55.2)                           | 18.7 (65.7)                           | 20.5 (68.9)                           | 17.8 (64.0)                           | 12.2 (54.0)                           | 3.8 (38.8)                            | −5.9 (21.4)                           | −12.6 (9.3)                           | 3.2 (37.8)                            |
| Tối thiểu trung bình ngày °C (°F)       | −18.9 (−2.0)                          | −19.1 (−2.4)                          | −11.7 (10.9)                          | −1.5 (29.3)                           | 6.0 (42.8)                            | 12.0 (53.6)                           | 14.1 (57.4)                           | 11.4 (52.5)                           | 5.9 (42.6)                            | −1.0 (30.2)                           | −10.1 (13.8)                          | −17.2 (1.0)                           | −2.5 (27.5)                           |
| Lượng Giáng thủy trung bình mm (inches) | 25 (1.0)                              | 26 (1.0)                              | 24 (0.9)                              | 34 (1.3)                              | 54 (2.1)                              | 55 (2.2)                              | 65 (2.6)                              | 62 (2.4)                              | 45 (1.8)                              | 49 (1.9)                              | 39 (1.5)                              | 31 (1.2)                              | 509 (19.9)                            |
| Nguồn: “Climate Data - Russia”.         |                                       |                                       |                                       |                                       |                                       |                                       |                                       |                                       |                                       |                                       |                                       |                                       |                                       |

## Lịch sử
Pháo đài Bikatunskaya (Бикатунский острог), được thành lập vào năm 1708-1709. Nó được xây dựng gần hợp lưu của các con sông Biya và Katun vào năm 1709 theo lệnh của Sa hoàng Nga Peter Đại đế. Tuy nhiên, vào năm 1710, sau một trận chiến kéo dài ba ngày, pháo đài đã bị tiêu diệt bởi người Dzungar. Nó được xây dựng lại tại một địa điểm mới vào năm 1718 và đổi tên thành Biyskaya (Бийская) vào năm 1732. Dần dần, Biysk mất vai trò căn cứ quân sự, nhưng đã trở thành một trung tâm thương mại quan trọng và mang vị thế thành phố kể từ năm 1782. Năm 1797, thành phố bị bãi bỏ, nhưng đến năm 1804, nó được khôi phục và được cấp huy hiệu.

## Địa vị hành chính
Trong khuôn khổ của các đơn vị hành chính, Biysk là thủ phủ huyện Biysky. Thành phố trực thuộc vùng Biysk, một đơn vị hành chính có địa vị ngang bằng với các huyện, bao gồm Biysk và bốn khu dân cư nông thôn. Là một đơn vị đô thị, thành phố trực thuộc vùng Biysk được hợp thành Okrug đô thị Biysk.

## Kinh tế

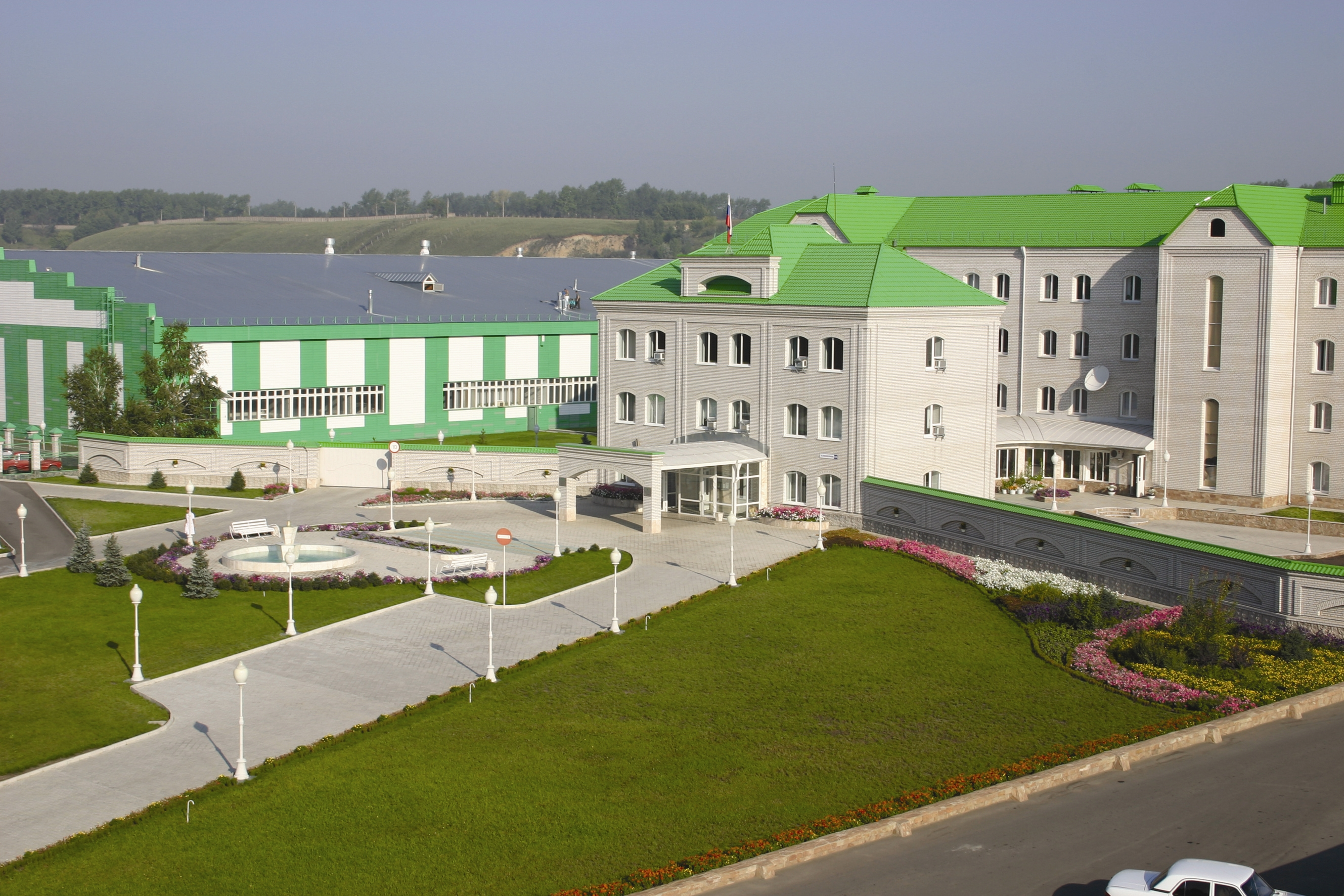
Trụ sở của Evalar ở Biysk

Ngành công nghiệp của thành phố phát triển nhanh chóng, đặc biệt là sau khi một số nhà máy được di tản khỏi phía tây của Liên Xô trong Thế chiến II. Sau này thành phố là một trung tâm quan trọng của việc phát triển vũ khí (bao gồm cả động cơ tên lửa nhiên liệu rắn) và vẫn là một trung tâm công nghiệp.
Evalar, một trong những công ty dược phẩm lớn nhất ở Nga, có trụ sở chính tại Biysk.

## Giao thông
Biysk có một ga đường sắt, một cảng trên sông Biya, và có một sân bay. Tuyến đường quan trọng Novosibirsk-Biysk-Tashanta (Đường cao tốc Chuysky) đi qua thành phố.

## Văn hóa và giáo dục
Biysk là một trung tâm giáo dục và văn hóa, là nơi có Đại học sư phạm nhân văn quốc gia Altai. Thành phố còn có một nhà hát kịch (thành lập năm 1943) và bảo tàng.